# Fernand Mailly
Pour les articles homonymes, voir Mailly.

Fernand Mailly — ou Mailly — (nom de scène de Fernand Jean Paul Anne-dit-Mousset), né le 26 février 1873 au Havre et mort le 20 août 1942 à Paris 1er, est un acteur et metteur en scène français.

## Biographie
Après des débuts comme acteur au théâtre, Fernand Mailly apparaît pour la première fois au cinéma dans le court métrage muet français La Dénonciatrice de Georges-André Lacroix (avec Pierre Ferval), sorti en 1914. Son troisième film muet, britannique, est Brigadier Gérard (en) de Bert Haldane (en) (1915), où il personnifie Talleyrand.
Parmi ses autres films muets, citons L'Agonie des aigles de Dominique Bernard-Deschamps et Julien Duvivier (1922, avec Gaby Morlay et Séverin-Mars), Le Miracle des loups de Raymond Bernard (version de 1924, avec Charles Dullin en Louis XI et lui-même en Philippe le Bon), ainsi que la coproduction franco-allemande La Merveilleuse Vie de Jeanne d'Arc, fille de Lorraine de Marco de Gastyne (1929, son avant-dernier film muet où il interprète La Hire, aux côtés de Simone Genevois dans le rôle-titre). Son dernier film muet est Au Bonheur des Dames de Julien Duvivier (version de 1930, avec Dita Parlo et Pierre de Guingand).
Signalons également deux films muets américains, L'Empire des diamants de Léonce Perret (1920, avec Léon Mathot et Marcel Lévesque) et Mare Nostrum, tourné en Europe par Rex Ingram (1926, avec Alice Terry et Antonio Moreno).
Parmi ses films parlants, mentionnons Violettes impériales d'Henry Roussel (version de 1932, avec Raquel Meller et Suzanne Bianchetti) et Dernière Heure de Jean Bernard-Derosne (1934, avec Line Noro et Jean Servais). Son dernier film est Le Patriote de Maurice Tourneur (avec Harry Baur et Pierre Renoir), sorti en 1938.
En outre, on lui doit la mise en scène de quelques pièces, dont La Treizième Enquête de Grey (au Théâtre des Capucines en 1936, avec Maurice Lagrenée, Jean Mercure et Jean Brochard). Notons qu'il joue dans l'adaptation au cinéma de cette pièce, sous le même titre (réalisation de Pierre Maudru, 1937, avec Maurice Lagrenée et Raymond Cordy).

## Filmographie partielle
(films français, sauf mention contraire ou complémentaire)
- 1914 : La Dénonciatrice de Georges-André Lacroix (court métrage) : rôle non-spécifié
- 1915 : Le Traquenard de Paul Garbagni : rôle non-spécifié
- 1915 : Brigadier Gérard (Brigadier Gerard) de Bert Haldane (film britannique) : Talleyrand
- 1916 : Beauté fatale d'André Hugon : rôle non-spécifié
- 1919 : Le Fils de la nuit de Gérard Bourgeois : Le comte de Morenos
- 1920 : L'Empire des diamants ou L'Empire du diamant (The Empire of Diamonds) de Léonce Perret (film américain) : Le baron de Lambri
- 1921 : Les Parias de l'amour de Paul Garbagni : Elias
- 1921 : Le Traquenard de Maurice de Marsan : Le baron de Cazères
- 1922 : L'Agonie des aigles de Dominique Bernard-Deschamps et Julien Duvivier : Chambruque
- 1922 : L'Empereur des pauvres de René Leprince : rôle non-spécifié
- 1922 : Rapax de Jean Faber et Paul Garbagni : rôle non-spécifié
- 1923 : Le Costaud des Épinettes de Raymond Bernard : Le baron de Rouget
- 1923 : Kœnigsmark de Léonce Perret : M. de Choisly
- 1923 : La Bouquetière des innocents de Jacques Robert : Tavannes

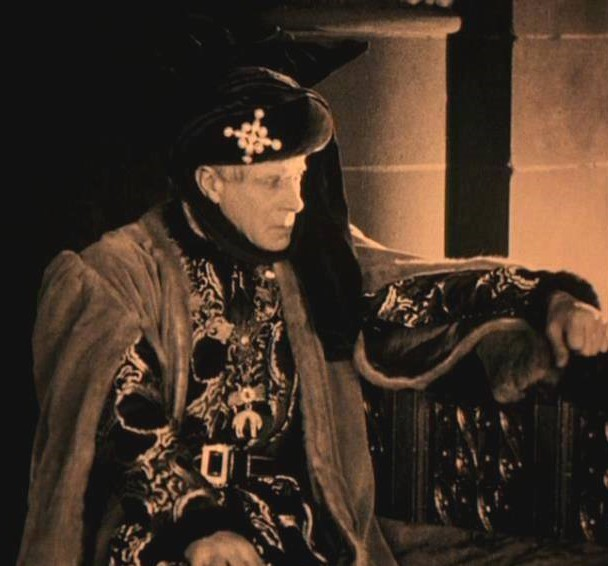
Dans Le Miracle des loups (1924)

- 1924 : Le Vert Galant  de René Leprince : Crillon
- 1924 : Le Miracle des loups de Raymond Bernard : Philippe le Bon
- 1924 : Paris la nuit d'Émile Keppens
- 1926 : Mare Nostrum ou Maré Nostrum de Rex Ingram (film américain) : Le comte Kaledine
- 1926 : Le Juif errant de Luitz-Morat : Morock
- 1926 : Titi Ier, roi des gosses de René Leprince : Sterlisky
- 1927 : Éducation de prince d'Henri Diamant-Berger : rôle non-spécifié
- 1927 : André Cornélis de Jean Kemm : Rochedalle
- 1928 : Une java de Jean de Size : L'inspecteur Granger
- 1929 : La Tentation de René Leprince et René Barberis : M. de Bergue
- 1929 : La Merveilleuse Vie de Jeanne d'Arc, fille de Lorraine de Marco de Gastyne (film franco-allemand) : La Hire
- 1930 : Au Bonheur des Dames de Julien Duvivier : Sébastien Jouve (chef du personnel)
- 1931 : Échec et mat de Roger Goupillières : Le commissaire
- 1932 : Violettes impériales d'Henry Roussel : L'évêque
- 1933 : Matricule 33 de Karl Anton : Holtzer
- 1934 : Dernière Heure de Jean Bernard-Derosne : rôle non-spécifié
- 1935 : Le Secret de l'émeraude de Maurice de Canonge : L'inspecteur Wembley
- 1936 : Inspecteur Grey de Maurice de Canonge : Le commissaire
- 1936 : La Mystérieuse Lady de Robert Péguy : rôle non-spécifié
- 1937 : La Treizième Enquête de Grey de Pierre Maudru : Le docteur Dartmore
- 1938 : Le Patriote de Maurice Tourneur : L'amiral

## Théâtre (sélection)

### Metteur en scène
- 1936 : Qui d'André Pascal et Albert-Jean (Théâtre de la Renaissance)
- 1936 : La Treizième Enquête de Grey d'Alfred Gragnon et Derive (Théâtre des Capucines)
- 1937 : Le Crime du boulevard Haussmann de Georges Vaxelaire (Théâtre des Capucines)